# Charles Yerkes

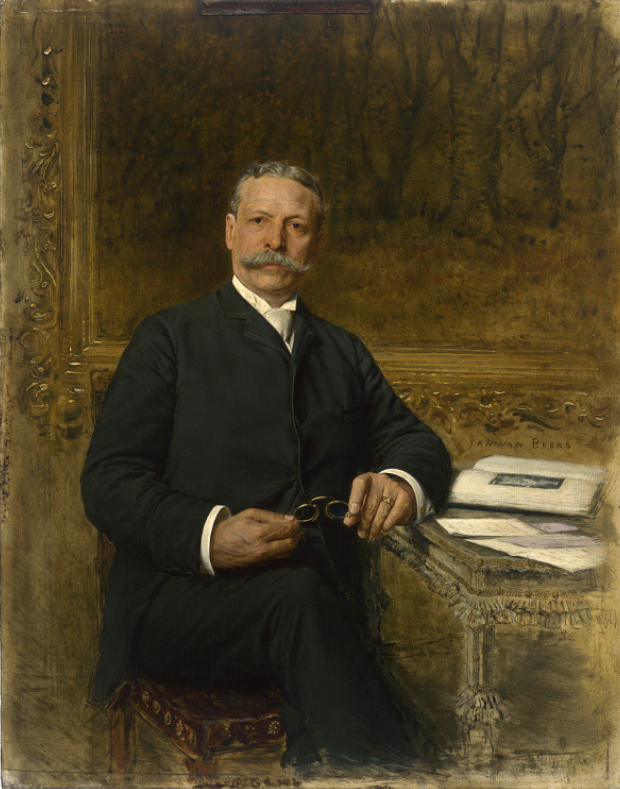
Charles Tyson Yerkes por Jan van Beers, c. 1893

Charles Tyson Yerkes (25 de junio de 1837 – 29 de diciembre de 1905) fue un financiero estadounidense, que tuvo un importante papel en el desarrollo de los sistemas de transporte de masas de Chicago y de Londres. También es recordado por la creación del Observatorio Yerkes, administrado por la Universidad de Chicago. 

## Filadelfia
Yerkes nació en 1837 en el seno de una familia cuáquera asentada en Northern Liberties, un distrito adyacente a Filadelfia. Cuando tenía cinco años de edad, su madre murió de fiebre puerperal. Poco después, su padre fue expulsado de la comunidad cuáquera por casarse con una mujer de otra religión. Después de acabar un curso de dos años en el Instituto Central de Filadelfia, Yerkes comenzó su carrera empresarial a los 17 años de edad, trabajando como empleado en una agencia local de corretaje de cereales. En 1859, con 22 años, abrió su propia empresa de corretaje, formando parte de la bolsa de valores de Filadelfia.
Hacia 1865 se había centrado en el sector bancario, especializándose en la venta de bonos municipales, estatales, y del gobierno. Confiando en las conexiones personales del padre del presidente del banco, sus contactos políticos, y en su propia habilidad empresarial, Yerkes se empezó a hacer muy conocido en el mundo financiero y social local. Sin embargo, cuando estaba a punto de introducirse en la alta sociedad de Filadelfia, sufrió un grave revés financiero.
Mientras era agente del tesorero de la Ciudad de Filadelfia, Joseph Marcer, Yerkes arriesgó dinero público en una colosal especulación accionarial. Esta especulación acabó calamitosamente cuando el Gran incendio de Chicago desató el pánico financiero. Pasó a ser insolvente de la noche a la mañana, e incapaz de hacer frente a los pagos de la Ciudad de Filadelfia, fue condenado por hurto y sentenciado a treinta y tres meses de reclusión en la temible Penitenciaría de los Estados Orientales, conocida por su severo sistema de confinamiento en solitario. 
Maquinando para evitar la prisión, intentó sin éxito chantajear a dos influyentes políticos de Pensilvania. Aun así, la comprometedora información sobre estos políticos finalmente se hizo pública, y algunos dirigentes como el presidente Ulysses S. Grant temieron que estas revelaciones pudieran perjudicar su carrera electoral. Yerkes recibió una promesa de perdón a cambio de negar las acusaciones que había hecho. Cerró un acuerdo en estos términos, siendo liberado tras siete meses en el penal. Yerkes pasó los siguientes diez años reconstruyendo su fortuna.

## Chicago

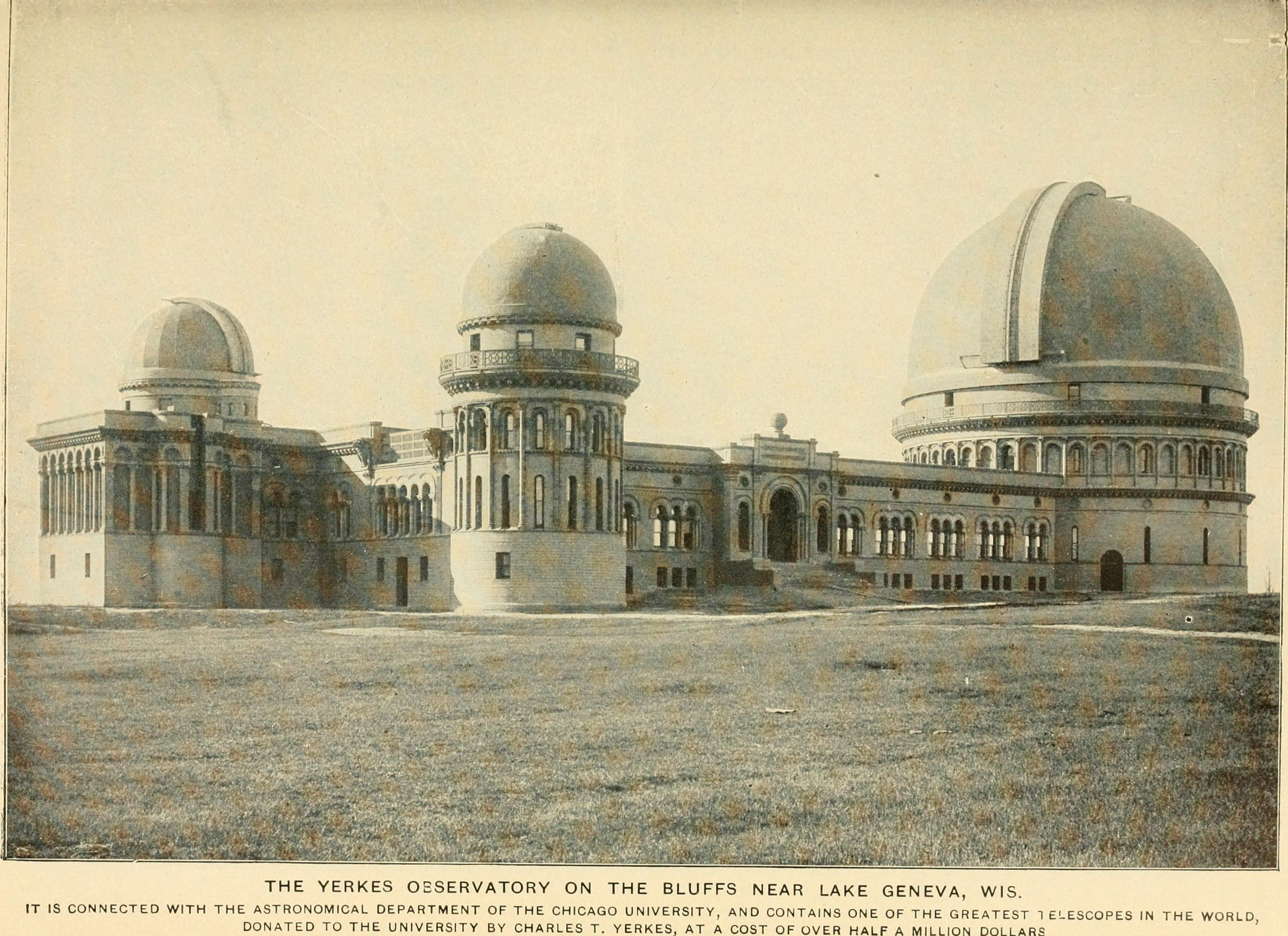
Observatorio Yerkes (1900)

En 1881 viajó a Fargo (Territorio de Dakota), para obtener el divorcio de su mujer, con la que llevaba veintidós años casado. Aquel mismo año, se casó con Mary Adelaide Moore de 24 años de edad, y se mudó a Chicago.

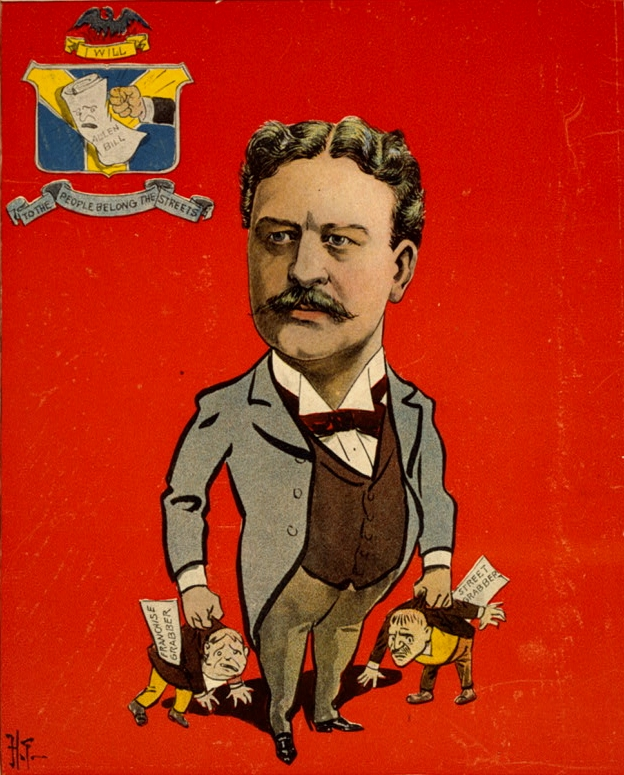
Caricatura de 1899 mostrando al alcalde de Chicago, Carter Harrison Jr., luchando contra la "factura Allen" firmada por el Gobernador John Riley Tanner, que dio a Yerkes el control del sistema de transporte interior de Chicago.

Abrió un negocio de corretaje de grano, pero al poco tiempo centró su interés empresarial en el sistema de transporte público de la ciudad. En 1886, Yerkes y sus socios empresariales utilizaron un complejo contrato financiero para tomar el control sobre el Ferrocarril de la Calle Norte de Chicago, iniciando entonces una cadena de operaciones financieras para hacerse con la mayoría de los sistemas de ferrocarriles urbanos de los sectores norte y oeste de la ciudad. En cualquier caso, nunca consiguió su objetivo definitivo (obtener el monopolio de las líneas de tranvía de la ciudad), y el Ferrocarril de la Calle Sur quedó para siempre fuera de su alcance. Yerkes no tuvo reparos en utilizar el cohecho y el chantaje para obtener sus fines.
En un esfuerzo por limpiar su mala imagen pública, Yerkes decidió en 1892 financiar el telescopio más grande del mundo, de acuerdo con una iniciativa liderada por el astrónomo George Ellery Hale y por el presidente de la Universidad de Chicago, William Rainey Harper. Inicialmente pensó en donar solo el telescopio, pero finalmente se comprometió a financiar un observatorio completo. Contribuyó con casi 300.000 dólares para que la Universidad de Chicago fundara el Observatorio Yerkes, localizado en Williams Bay, Wisconsin.
Si Yerkes se hubiera hecho con el monopolio de los tranvías, seguramente Chicago nunca habría tenido sus ferrocarriles elevados. De forma paradójica, su mayor legado a la ciudad fue The Loop, el recorrido en forma de rectángulo del tranvía elevado que rodea el distrito empresarial de Chicago.
Mientras vivió en Chicago, Yerkes se convirtió en un ávido coleccionista de arte. Confió a Sarah Tyson Hallowell (1846–1924) la labor de asesorarle sobre sus adquisiciones. Después de la Exposición Mundial de Chicago en 1893, su asesora intentó interesarlo por los trabajos de Auguste Rodin, que formaban parte del préstamo de arte francés exhibido en la feria. Sin embargo, el asunto fue objeto de una polémica, y Yerkes y otros coleccionistas renunciaron a adquirir estas esculturas. 
Pero poco tiempo después cambió de opinión y adquirió para su mansión de Chicago dos mármoles de Rodin: Orfeo; y Cupido y Psyche (los dos primeros trabajos de Rodin vendidos a un coleccionista americano). El fondo de arte de Yerkes también pudo presumir de poseer trabajos de pintores académicos franceses, como Jean-Léon Gérôme y William-Adolphe Bouguereau, así como de miembros de la Escuela de Barbizon.
Yerkes, esperando ampliar su negocio en la ciudad (a cuyo crecimiento había contribuido hasta hacerla casi inhabitable), se embarcó en una campaña para obtener franquicias de tranvía de mayor recorrido en 1895. Ofreció al gobernador de Illinois, John Peter Altgeld, un enorme soborno, pero Altgeld lo rehusó y vetó los presupuestos de las concesiones.  Yerkes renovó la campaña en 1897, y después de una dura batalla, logró que la Cámara Legislativa de Illinois aprobase un plan que concedía a los ayuntamientos el derecho de aprobar la extensión de las concesiones de transportes. La denominada "guerra de las concesiones" dio el control al Ayuntamiento de Chicago de sus propias autorizaciones de transporte, una administración en la que Yerkes normalmente podía manejarse a su antojo. Sin embargo, un consejo municipal parcialmente reformado bajo el Alcalde Carter Harrison Jr., finalmente derrotó a Yerkes, gracias al cambio de voto de los concejales "Hinky Dink" Kenna y "Bathhouse" John Coughlin.
En 1899, Yerkes vendió la mayoría de sus acciones del transporte de Chicago y se trasladó a Nueva York.

## Londres
En agosto de 1900, Yerkes decidió implicarse en el desarrollo del sistema de ferrocarril subterráneo de Londres, después de recorrer a caballo la ruta de una línea propuesta, examinando la ciudad de Londres desde la cumbre de Hampstead Heath. Fundó la Compañía de Ferrocarriles Eléctricos Subterráneos de Londres para tomar el control del Ferrocarril del Distrito; del parcialmente construido Ferrocarril de Baker Street y Waterloo; del Ferrocarril de Charing Cross, Euston y Hampstead; y del Ferrocarril del Gran Norte, Piccadilly y Brompton. Utilizó complejos tratos financieros (similares a los que  había utilizado en América) con el propósito de liberar los fondos necesarios para construir las nuevas líneas y electrificar el Ferrocarril del Distrito. En uno de sus últimos grandes triunfos, frustró un intento de J. P. Morgan para introducirse en el campo del ferrocarril subterráneo de Londres.

## Muerte y legado
Yerkes murió en Nueva York a los 68 años de edad en 1905, víctima de una enfermedad renal. Falleció antes de que cualquiera de sus trabajos en los ferrocarriles de Londres se hubiera completado, aunque con la construcción muy avanzada. 
Inicialmente estimada en unos veintidós millones de dólares, la fortuna de Yerkes acabó siendo de menos de un millón de dólares (equivalentes a unos 26.7 millones de los años 2010), debido a sus numerosas deudas.
Los acontecimientos de la vida de Yerkes sirvieron como argumento para las novelas de Theodore Dreiser El Financiero, El Titán y El Estóico, en las que Yerkes era recreado en la ficción por el personaje llamado Frank Cowperwood.
El cráter Yerkes en la Luna está nombrado en su honor.
Yerkes y su mujer Mary fueron retratados por su artista favorito, Jan van Beers (Galería Nacional de Retratos, Washington D. C.). Su mujer, hija de Thomas Moore de Filadelfia, también fue pintada en 1892 por el artista suizo-americano Adolfo Müller-Ury (1862–1947). En 1893, el propio Müller-Ury también pintó los retratos en miniatura de los abuelos cuáqueros de Yerkes.

## Eponimia
- El Observatorio Yerkes conmemora su nombre.
- El cráter lunar Yerkes lleva este nombre en su memoria.[3]